# Mesquita Dzhumaia
La Mesquita Dzhumaia és un temple islàmic situat al centre de Plòvdiv, Bulgària, molt propera a l'estadi romà de Filipòpolis. Després de la conquesta de Plòvdiv per l'Imperi otomà, es va construir una mesquita prèvia el 1363-1364 on era l'antiga catedral de Sveta Petka Tarnovska. Més tard, durant el regnat del soldà Murat II (r. 1421-1444) aquesta antiga mesquita fou demolida i reemplaçada per l'actual, denominada mesquita Ulu Dzhumaia o del divendres, i hui és un dels edificis otomans més antics dels Balcans.
La mesquita té unes grans dimensions amb nou cúpules i una sala de pregària de 33 m x 27 m. A més a més, té un minaret a la cantonada nord-est de la façana principal i a dins pintures que daten dels segles XVIII i XIX.
La mesquita fou atacada per una multitud descrita com "centenars de nacionalistes, feixistes i hooligans de futbol" al febrer de 2014. Es van detenir 120 persones després de l'atac i quatre en van rebre sancions menors. El gran muftí de Bulgària, Mustafa Haci, qualificà l'atac de "pogrom".